# Kudirkos Naumiestis
Kudirkos Naumiestis è una città della Lituania, situata nella contea di Marijampolė.